# La Princesse endormie
La Princesse endormie (いばら姫、またわねむり姫, Ibara-hime mata wa Nemuri-hime), ou Sípková Ruzenka aneb Spici krasavice en tchèque, est un court métrage d’animation de 22 minutes réalisé par Kihachirō Kawamoto en 1990 ; il s’agit d’une coproduction tchéco-japonaise.

## Synopsis
Le film débute de la même façon que La Belle au bois dormant de Charles Perrault et des frères Grimm : à la naissance d’une princesse, un homme prophétise qu’elle se piquera le doigt à seize ans et en mourra, mais une bonne fée altère le sort pour qu’elle ne tombe qu’endormie. À quinze ans, devenue adolescente, elle trouve par hasard le journal intime de sa mère et y découvre qu’elle a délaissé son amour de jeunesse pour se marier avec le roi. C’est ce même homme qui a jeté la « malédiction » à la naissance de la princesse. Émue, elle se met en quête du vieil amoureux et le retrouve dans une forêt. Le film prend alors une tournure tragique et s’éloigne du conte : la princesse, piquée d’amour, de désir ou d’insatisfaction, offre à l’homme sa virginité, mais ce dernier l’abandonne aussitôt. Cet amour blessé brise la « princesse endormie », la laissant dans une sorte de torpeur à la place du sommeil éternel original. La fin, ironique, montre son mariage sans amour avec un prince.

## Fiche technique
Fiche construite d’après l’IMDb :
- Réalisateur : Kihachirō Kawamoto
- Scénario : Kihachirō Kawamoto et Kyōko Kishida
- Producteur : Âlênâ Dêtâkôvâ
- Musique : Svatopluk Havelka
- Directeur artistique : Jan Ruzicka

## Commentaire
Le scénario est à l’origine écrit par Kyōko Kishida, actrice qui double d’ailleurs le rôle principal, puis l’idée est reprise et réalisée par Kihachirō Kawamoto, mondialement connu pour son art de l’animation de marionnettes inspiré du théâtre traditionnel japonais. Fait inhabituel, le film est réalisé en Tchécoslovaquie par le studio du réalisateur Jiří Trnka, l’un des derniers à produire de l’animation en stop motion, technique que Kawamoto utilise encore régulièrement à la différence de ses contemporrains. Kawamoto avait d’ailleurs étudié dans les années 1960 l’art des marionnettes auprès de Jiří Trnka. Ainsi, outre le stop motion, l’auteur a recours aux marionnettes et offre une grande variété de détails japonais et, surtout, européens (avec, dans ce dernier cas, une esthétique moyenâgeuse un peu féerique). Le rythme, finalement, est plutôt lent et éthéré.
La réécriture tragique du conte classique offre une intrigue plus réaliste et tourmentée, sous-tendue tout au long du film par un propos « freudien » sur les agissements des personnages, comme la princesse qui accomplit l’amour inachevé de sa mère et sa propre insatisfaction dans l’acte sexuel, ou la réalisation métaphorique de la malédiction. Il y a également dans le film un propos féministe, ou, selon D. Chou, « l’introspection charnelle d’une adolescente insatisfaite », car l’amour inassouvi reste l’idée centrale d’après l’auteur. Le style de Kawamoto apparaît ici plus introspectif et mature.

## Réception
Ibara-hime Mata wa Nemuri-hime est le quatrième film d’animation de Kawamoto Kihachiro à être récompensé par le prix Noburō Ōfuji au Japon. Il a été projeté dans plusieurs festivals lors de rétrospectives sur l’œuvre de Kawamoto, comme le Festival international du film de Karlovy Vary.